# Passage des Tourelles
Le passage des Tourelles est une voie du 20e arrondissement de Paris, en France.

## Situation et accès
Le passage des Tourelles est situé dans le 20e arrondissement de Paris. Il part du 11, rue des Tourelles, bifurque deux fois à 90° et retourne vers la rue des Tourelles, où il prend fin au no 15.

## Origine du nom

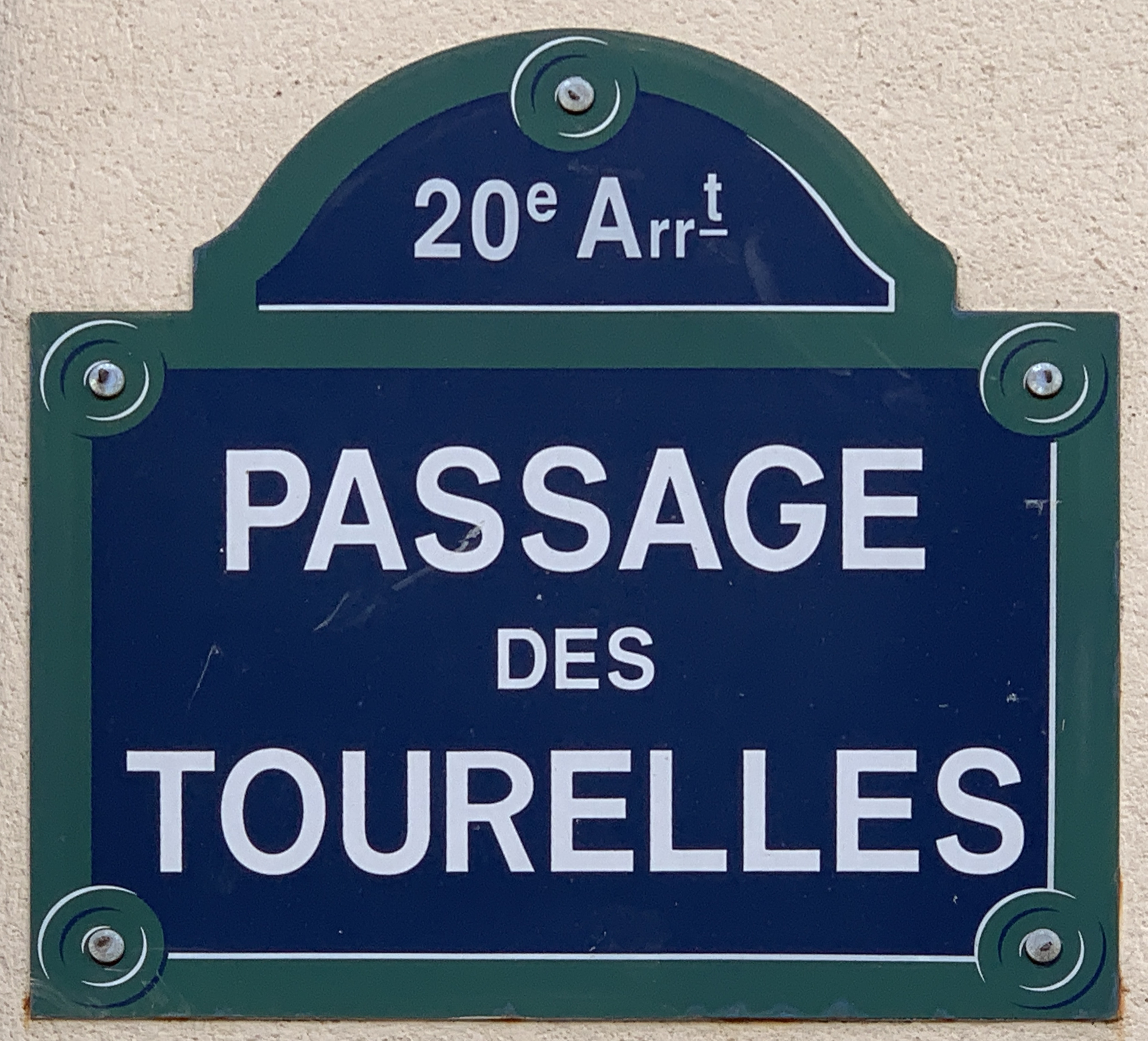
Plaque du passage.

Il tient cette appellation de son voisinage avec la rue des Tourelles qui porte le nom d’un lieu-dit, ainsi nommé en raison des tourelles à pans coupés d'un pavillon qui était situé dans le parc Saint-Fargeau.

## Historique
Situé sur l’ancienne commune de Belleville rattachée à Paris en 1860, ce passage a été formé par la réunion de :
- l'impasse des Tourelles, anciennement appelée « passage du Méridien »,
- du passage Sureau,
- du passage Barnot.

Cette voie est comprise dans la zone des anciennes carrières.